# Macrotyloma axillare
Macrotyloma axillare är en ärtväxtart som först beskrevs av Ernst Meyer, och fick sitt nu gällande namn av Bernard Verdcourt. Macrotyloma axillare ingår i släktet Macrotyloma och familjen ärtväxter.

## Underarter
Arten delas in i följande underarter:
- M. a. axillare
- M. a. glabrum

## Bildgalleri

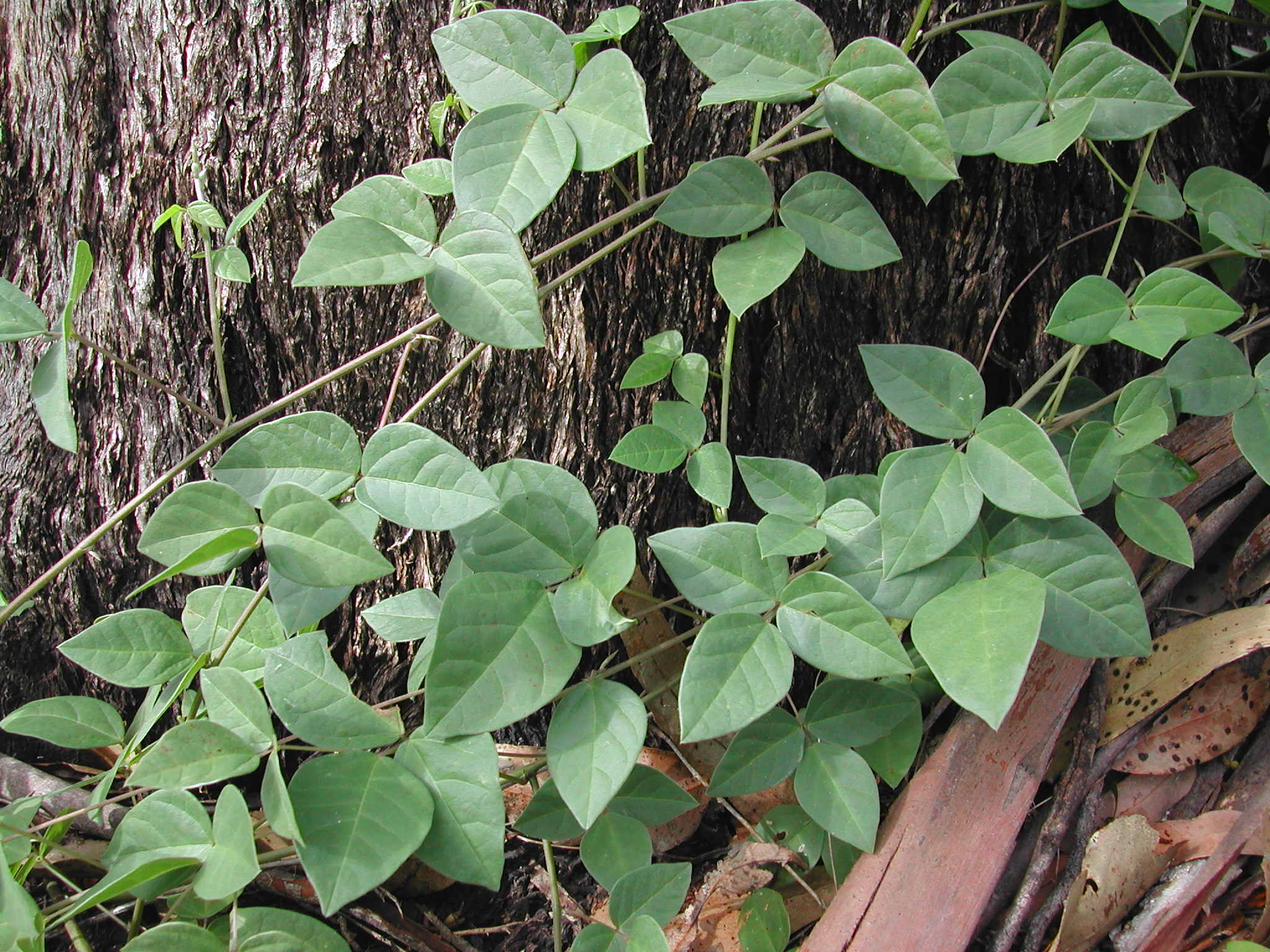